# Salmerón (Moratalla)
El Salmerón es un cono volcánico situado en la Región de Murcia, en el municipio de Moratalla, cerca de los límites con Albacete. Al S de Salmerón. También se llama Cerro del Monegrillo o Las Minas.

## Aspecto
Es un cono volcánico erosionado; convertido en domo.

## Vulcanismo
Se originó a partir de un movimiento sísmico, sobre la falla Yecla-Jumilla-Almirez. Aparte de la fortunita; también está compuesta de arcillas, magras y yeso. Su última erupción data hace unos 5 millones de años.

## Alrededores
El volcán se sitúa en un campo volcánico, que comprende casi toda la provincia de Albacete, y media parte de Murcia. En dicho campo, se encuentra el conocido volcán de Cancarix; que incluye también al volcán de La Celia.